# Українське (Харківський район)
Украї́нське (з 1926 до 1936 — Станкострой) — село в Україні, у Харківському районі Харківської області. Населення становить 5 осіб. Орган місцевого самоврядування — Циркунівська сільська рада.

## Географія
Село Українське знаходиться на лівому березі річки В'ялий, вище за течією на відстані 1 км розташоване село Михайлівка, нижче за течією на відстані 1 км починається В'ялівське водосховище. На річці кілька невеликих загат. До села примикає масив садових ділянок.

## Історія
- 1926 — дата заснування як села Станкострой.
- 1936 — перейменоване в село Українське.